# Алтдорф (Еслинген)
Алтдорф (њем. Altdorf) општина је у њемачкој савезној држави Баден-Виртемберг. Једно је од 44 општинска средишта округа Еслинген. Према процјени из 2010. у општини је живјело 1.467 становника. Посједује регионалну шифру (AGS) 8116005.

## Географија
Алтдорф се налази у савезној држави Баден-Виртемберг у округу Еслинген. Општина се налази на надморској висини од 356 метара. Површина општине износи 3,2 km².

## Становништво
У самом мјесту је, према процјени из 2010. године, живјело 1.467 становника. Просјечна густина становништва износи 451 становника/km².